# Elisabeth Flunger
Elisabeth Flunger (* 23. April 1960 in Bozen, Südtirol) ist eine italienische Schlagwerkerin im Bereich Improvisation und Klangkunst.
Sie studierte ab 1979 Musikwissenschaft, Ethnologie sowie Schlagwerk/Komposition in Wien. Seit 1987 ist sie als Schlagwerkerin aktiv, als Solistin, in Ensembles wie Klangforum Wien bzw. die reihe oder zusammen mit weiteren Musikschaffenden, auch im Bereich Tanz und Theater. Neben klassischem Schlagwerk gehören verschiedene Metallobjekte zu ihrem klangbildenden Instrumentarium. In Luxemburg hat sie für die Frauenbibliothek CID | Fraen an Gender ein Archiv für experimentelle und improvisierte Musik aufgebaut. Seit 2016 lebt Elisabeth Flunger wieder in Wien. 